# Anthem of the Peaceful Army
Albums de Greta Van Fleet
From the Fires
(2017) The Battle at Garden's Gate
(2021)
Singles
1. When the Curtain Falls
Sortie : 17 juillet 2018
2. You're the One
Sortie : 27 novembre 2018

Anthem of the Peaceful Army est le premier album studio du groupe américain de rock Greta Van Fleet sorti le 19 octobre 2018 sur le label Republic Records.

## Liste des chansons
| No  | Titre                           | Durée |
| --- | ------------------------------- | ----- |
| 1.  | Age of Man                      | 6:06  |
| 2.  | The Cold Wind                   | 3:16  |
| 3.  | When the Curtain Falls          | 3:42  |
| 4.  | Watching Over                   | 4:28  |
| 5.  | Lover, Leaver (Taker, Believer) | 6:01  |
| 6.  | You're the One                  | 4:25  |
| 7.  | The New Day                     | 3:44  |
| 8.  | Mountain of the Sun             | 4:30  |
| 9.  | Brave New World                 | 5:00  |
| 10. | Anthem                          | 4:41  |

## Classements
| Pays                                   | Positions |
| -------------------------------------- | --------- |
| Allemagne (Media Control AG)           | 3         |
| Australie (ARIA)                       | 10        |
| Autriche (Ö3 Austria Top 40)           | 3         |
| Belgique (Flandre Ultratop)            | 20        |
| Belgique (Wallonie Ultratop)           | 9         |
| Canada (Canadian Albums Chart)         | 2         |
| Espagne (Promusicae)                   | 15        |
| États-Unis (Billboard 200)             | 3         |
| États-Unis (Billboard Top Rock Albums) | 1         |
| Finlande (Suomen virallinen lista)     | 43        |
| France (SNEP)                          | 53        |
| Italie (FIMI)                          | 6         |
| Norvège (VG-lista)                     | 14        |
| Nouvelle-Zélande (RIANZ)               | 7         |
| Pays-Bas (Mega Album Top 100)          | 18        |
| Royaume-Uni (UK Albums Chart)          | 12        |
| Royaume-Uni (UK Rock and Metal Chart)  | 1         |
| Suède (Sverigetopplistan)              | 6         |
| Suisse (Schweizer Hitparade)           | 6         |